# Thalbahn
| Einschnitt der Thalbahn bei km 12,2 |                     |                                                         |                                                         |
| Thalbahn (Feldbahnamt Habsheim), Vermessungs-Abteilung №13 (Württ.) |                     |                                                         |                                                         |
| Streckenlänge: | 24,6 km             |                                                         |                                                         |
| Spurweite: | 600 mm (Schmalspur) |                                                         |                                                         |
| |                     |                                                         |                                                         |
| \| \| \| von Mühlhausen (Mulhouse-Ville) \| \| \| \| 0,0 \| Habsheim \| Habsheim \| \| \| 1,7 \| Eschenzweiler \| Eschenzweiler \| \| \| +3,0 \| Schlierbach \| Schlierbach \| \| \| \| nach St. Ludwig (Saint-Louis) \| \| \| \| 3,3 \| Dietweiler \| Dietweiler \| \| \| 5,6 \| Landser \| Landser \| \| \| +0,3 \| Munitionslager Kägymühle \| Munitionslager Kägymühle \| \| \| 7,8 \| Niedersteinbrunn \| Niedersteinbrunn \| \| \| 9,8 \| Obersteinbrunn \| Obersteinbrunn \| \| \| 11,1 \| Steige \| Steige \| \| \| +0,5 \| Pionierpark Steige \| Pionierpark Steige \| \| \| 12,2 \| Einschnitt \| Einschnitt \| \| \| 13,1 \| Obermorschweiler[1] \| Obermorschweiler[1] \| \| \| +2,0 \| Wahlbach \| Wahlbach \| \| \| +0,7 \| Heiweiler \| Heiweiler \| \| \| 15,5 \| Tagsdorf \| Tagsdorf \| \| \| 16,5 \| Emlingen \| Emlingen \| \| \| 17,6 \| Wittersdorf \| Wittersdorf \| \| \| \| von Mühlhausen (Mulhouse-Ville) über Illfurt (Illfurth) \| \| \| \| 19,6 \| Altkirch[2] \| Altkirch[2] \| \| \| \| nach Belfort \| \| |                     |                                                         |                                                         |
| Strecke von halbrechts |                     | von Mühlhausen (Mulhouse-Ville)                         | von Mühlhausen (Mulhouse-Ville)                         |
| Strecke von links (außer Betrieb) · Kopfbahnhof Streckenende und quer (Strecke außer Betrieb) · Bahnhof | 0,0                 | Habsheim                                                | Habsheim                                                |
| Bahnhof (Strecke außer Betrieb) · Strecke | 1,7                 | Eschenzweiler                                           | Eschenzweiler                                           |
| Strecke (außer Betrieb) · Kopfbahnhof Streckenanfang (Strecke außer Betrieb) · Bahnhof | +3,0                | Schlierbach                                             | Schlierbach                                             |
| Abzweig geradeaus und von links (Strecke außer Betrieb) · Strecke nach rechts (außer Betrieb) · Strecke nach halblinks |                     | nach St. Ludwig (Saint-Louis)                           | nach St. Ludwig (Saint-Louis)                           |
| Bahnhof (Strecke außer Betrieb) | 3,3                 | Dietweiler                                              | Dietweiler                                              |
| Bahnhof (Strecke außer Betrieb) | 5,6                 | Landser                                                 | Landser                                                 |
| Abzweig geradeaus und nach links (Strecke außer Betrieb) | +0,3                | Munitionslager Kägymühle                                | Munitionslager Kägymühle                                |
| Bahnhof (Strecke außer Betrieb) | 7,8                 | Niedersteinbrunn                                        | Niedersteinbrunn                                        |
| Bahnhof (Strecke außer Betrieb) | 9,8                 | Obersteinbrunn                                          | Obersteinbrunn                                          |
| Bahnhof (Strecke außer Betrieb) | 11,1                | Steige                                                  | Steige                                                  |
| Abzweig geradeaus und nach rechts (Strecke außer Betrieb) | +0,5                | Pionierpark Steige                                      | Pionierpark Steige                                      |
| | 12,2                | Einschnitt                                              | Einschnitt                                              |
| Bahnhof (Strecke außer Betrieb) | 13,1                | Obermorschweiler                                        | Obermorschweiler                                        |
| Strecke (außer Betrieb) · Kopfbahnhof Streckenanfang (Strecke außer Betrieb) | +2,0                | Wahlbach                                                | Wahlbach                                                |
| Strecke (außer Betrieb) · Bahnhof (Strecke außer Betrieb) | +0,7                | Heiweiler                                               | Heiweiler                                               |
| Abzweig nach links und von links (Strecke außer Betrieb) · Bahnhof rechts (Strecke außer Betrieb) | 15,5                | Tagsdorf                                                | Tagsdorf                                                |
| Bahnhof (Strecke außer Betrieb) | 16,5                | Emlingen                                                | Emlingen                                                |
| Bahnhof (Strecke außer Betrieb) | 17,6                | Wittersdorf                                             | Wittersdorf                                             |
| Strecke von halbrechts · Strecke (außer Betrieb) |                     | von Mühlhausen (Mulhouse-Ville) über Illfurt (Illfurth) | von Mühlhausen (Mulhouse-Ville) über Illfurt (Illfurth) |
| Bahnhof · Kopfbahnhof Streckenende (Strecke außer Betrieb) | 19,6                | Altkirch                                                | Altkirch                                                |
| Strecke nach halbrechts |                     | nach Belfort                                            | nach Belfort                                            |

Die Thalbahn war eine während des Ersten Weltkriegs vom Deutschen Heer betriebene, 24,6 km lange Feldbahn bei Habsheim im Elsass.

## Geschichte
Die Thalbahn wurde während des Ersten Weltkriegs von deutschen Soldaten und rumänischen Kriegsgefangenen als militärische Feldbahn mit einer Spurweite von 600 mm gebaut. Für den Streckenbau wurden Stahlschienen auf Holzschwellen fest verlegt.

## Streckenverlauf
Die Strecke verlief anfangs vom Bahnhof Habsheim nach Südwesten nach Tagsdorf. Unterwegs gab es eine 3 km lange Stichstrecke zum Schlierbach sowie Gleisanschlüsse zum Munitionslager Kägymühle und dem Pionierpark Steige. Später wurde die Stammstrecke um 4 km nach Altkirch verlängert sowie um 2 km nach Wahlbach.

## Betriebsgebäude
Die Büros des Bahnpersonals befanden sich im Rathaus von Landser und im ersten Stock des Restaurants Le Bœuf Rouge.
Das Lager der rumänischen Kriegsgefangenen lag innerhalb eines Militärlagers am östlichen Ausgang von Dietweiler. Durch Unterernährung, Zwangsarbeit und die schlechten Lebensbedingungen verstarben viele Kriegsgefangene und wurden auf dem rumänischen Friedhof in Dietweiler beerdigt.

## Lokomotiven
Unter anderem wurde die am 13. Juni 1917 ausgelieferte, fünfachsige O&K-Dampflokomotive Nr. 8285/1917 (En2t) auf der Strecke eingesetzt. Sie ist auf der Chemin de fer Froissy-Dompierre erhalten.